# Якубонене, Михалина Теофилевна
Михалина Теофилевна Якубонене — советский литовский хозяйственный деятель, Герой Социалистического Труда.

## Биография
Родилась в 1922 году в Пашюшве.
В 1946—1956 — работница, доярка Дотнувской селекционной станции.
В 1956—1977 — доярка экспериментального хозяйства Литовского научно-исследовательского института земледелия
в Кедайнском районе Литовской ССР.
Указом Президиума Верховного Совета СССР от 22 марта 1966 года присвоено звание Героя Социалистического Труда с вручением ордена Ленина и золотой медали «Серп и Молот».
Умерла после 1986 года в Дотнуве.

## Награды и звания
- Герой Социалистического Труда (22.03.1966)
- Орден Ленина (07.03.1960, 22.03.1966)